# Telenueve
Telenueve (estilizado como TLN) es un noticiero argentino emitido por Canal 9.

## Historia

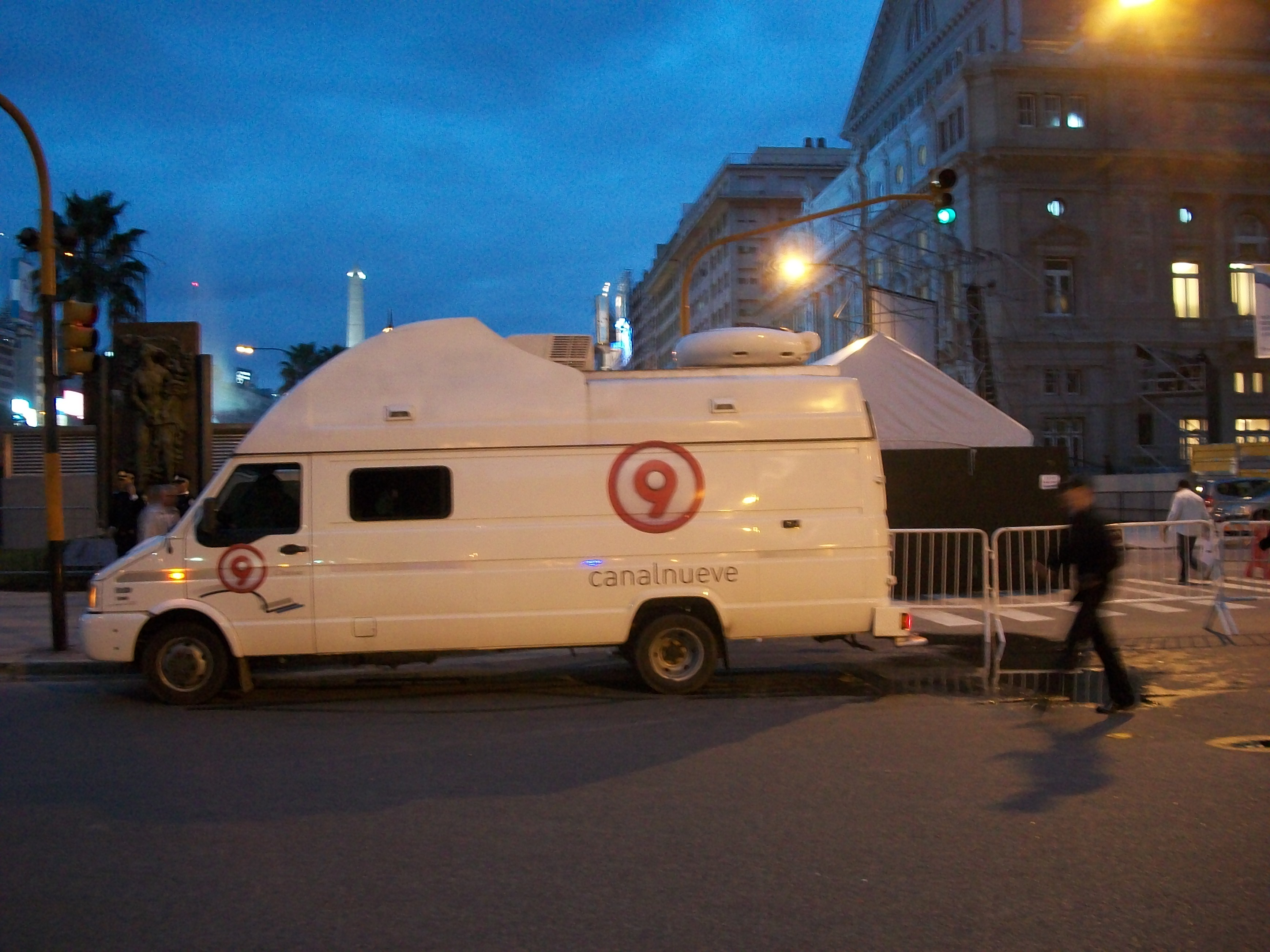
Móvil de Canal 9, cubriendo del Bicentenario de la Revolución de Mayo en Plaza de Mayo.

Fue creado el 20 de agosto de 2002 cuando el periodista y empresario Daniel Hadad, junto a otros socios, compraron el canal al grupo televisivo australiano Prime Television. A su vez, con la creación del nuevo noticiero, se reemplazaron algunos de los conductores del antiguo informativo, como Juan Carlos Pérez Loizeau y Cristina Pérez, quien luego se iría a trabajar a Telefe noticias, en su segunda edición. Al contratar nuevos periodistas, algunos reconocidos por su trabajo en Radio 10, se renovó también el concepto informativo del canal. Se incluyeron ediciones de una hora los fines de semana; de esta manera Canal 9 volvía a contar con un noticiero los sábados y domingos luego de 7 años, ya que entre 1994 y 1996 su noticiero antecesor, Nuevediario, contaba con ediciones los sábados y domingos. Actualmente posee 3 ediciones de lunes a viernes.

### Hitos y logros técnicos
- Comenzó el 20 de agosto de 2002 reemplazando a Azul Noticias. La primera edición emitida a las 12 fue conducida, en ese momento, por Juan Carlos Pérez Loizeau y Mabel Marchesini; mientras que la segunda, emitida a las 19 horas, fue conducida por Claudio Rígoli y Mercedes Martí.
- En 2004 Telenueve gana su distinción por "mejor noticiero" en los premios Martín Fierro.
- En 2005 gana otra vez en los premios Martín Fierro como "mejor noticiero" y también como "mejor labor periodística femenina".
- Durante el Mundial de Alemania 2006, se lanzaba una especial llamado Telenueve Mundial.
- En 2010 las ediciones de Telenueve conducen sin presentadoras.
- El 3 de junio de 2013 se renuevan otra vez los estudios e imagen en alta definición.
- El 31 de marzo de 2014 llega Marisa Andino al noticiero, conducirá junto a Esteban Mirol al mediodía y a Claudio Rígoli a la noche.
- En 2015 Telenueve fue nominado a los premios Music in Media por mejor cortina musical.[3]
- El 2 de mayo de 2016 cambia nuevamente la escenografía de Telenueve, tuvo 3 ediciones tras la llegada de un nuevo noticiero: Amanecer, conducido por Daniel Navarro y Romina Lachmann.
- El 12 de mayo de 2017 se termina el noticiero Amanecer para volver a llamarse Telenueve al amanecer el 5 de mayo del mismo año.
- Desde el 5 de marzo de 2018, Marisa Andino sigue junto a Esteban Mirol al mediodía y no conducirá la edición central, Ariel Aleart estará junto a Claudio Rígoli. En Telenueve al cierre es reemplazado por Ángel Rey y posteriormente Fabián Veppo.
- El 6 de julio de 2020 comenzaba Telenueve Federal,[4] una edición de media hora con información del país y del campo. Fueron presentados por Darío Guardado y Sandra Capel.
- El 11 de septiembre de 2020 finaliza Telenueve Federal tras dos meses de emisión.
- El 26 de abril de 2024 deja de emitirse Telenueve al Cierre.
- El 4 de noviembre de 2024 regresa la edición Telenueve al Amanecer y agrega 15 minutos más.

## Ediciones
| Nombre/s              | Horario                       | Presentador/es                |
| --------------------- | ----------------------------- | ----------------------------- |
| Telenueve al amanecer | Lunes a viernes 06:45 a 10:00 | Romina Lachmann- Ariel Aleart |
| Telenueve al mediodía | Lunes a viernes 12:00 a 13:30 | Marisa Andino-Daniel Navarro  |
| Telenueve Central     | Lunes a viernes 19:00 a 20:30 | Claudio Rígoli-Mariana Verón  |

Desde 2015, también existe un resumen del noticiero sobre fragmentos emitidos en cada una de las ediciones del noticiero que se llama Informes Telenueve.

## Logotipos

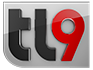
2015-2018

## Cortinas musicales
Tras el comienzo del noticiero, tuvo su cortina musical, fue usada durante Azul Noticias hasta 2003  compuesta por Diego Massanti.
En ese mismo año tuvo otros fondos musicales: "Los Tangueros" (2003-2005) y "Los Tangueros (Castelli & Ackerman Remix)" (2005-2010), compuestos por Orquesta del Plata.
En 2010 sus fondos fueron durante el inicio y cierre del noticiero: "Xikus" y "Estoy llegando" compuestos por Picky Taboada hasta 2013.
Asimismo, las músicas de fondo para las ediciones de Telenueve eran: "Telenueve Tango" (2013-2014), "Telenueve Central" (2014-2015), y desde 2015 hasta hoy son compuestas por Mariano Saulino.

## Segmentos
- «Conexión jubilados»: Segmento e información sobre gente de la tercera edad, conducido por Paula D'Ambrosio. Se emite martes y jueves a las 12:30 (UTC -3) dentro de Telenueve al mediodía.
- «Tecno news»: Breve segmento sobre información del mundo de la tecnología. Se emite de martes a sábados dentro de Telenueve al cierre.
- «Síntesis internacional»: Información breve sobre algunos hechos acontecidos en el mundo. Se emite martes a sábados dentro de Telenueve al cierre.
- «Por qué no?»: Resumen de investigación conducido por el notero y periodista Gonzalo Rodríguez. Se emite dentro de Telenueve Central.

## Presentadores
- 2002-2003: Juan Carlos Pérez Loizeau, Mabel Marchesini, Claudio Rígoli, Mercedes Marti.
- 2003-2004: Karin Cohen, Claudio Rígoli, Esteban Mirol, Claudia Cherasco, Pablo Duggan, Eduardo Feinmann.
- 2004-2007: Claudio Rígoli, Claudia Cherasco, Karin Cohen, Pablo Duggan, Esteban Mirol, Eduardo Feinmann, Mercedes Marti.
- 2007-2008: Claudio Rígoli, Claudia Cherasco, Karin Cohen, Pablo Duggan, Mercedes Marti, Muriel Balbi, Ariel Aleart.
- 2009-2014: Daniel Navarro, Esteban Mirol, Claudio Rígoli, Ariel Aleart.
- 2014-2015: Daniel Navarro, Esteban Mirol, Marisa Andino, Claudio Rígoli, Ariel Aleart.
- 2015-2018: Daniel Navarro, Romina Lachmann, Esteban Mirol, Marisa Andino, Claudio Rígoli, Ariel Aleart.
- 2018-2020: Daniel Navarro, Romina Lachmann, Esteban Mirol, Marisa Andino, Claudio Rígoli, Ariel Aleart, Ángel Rey, Fabián Veppo.
- 2020-2021: Darío Guardado, Sandra Capel, Daniel Navarro, Romina Lachmann, Esteban Mirol, Marisa Andino, Claudio Rígoli, Ariel Aleart, Fabián Veppo.
- 2021: Daniel Navarro, Romina Lachmann, Esteban Mirol, Marisa Andino, Claudio Rígoli, Mariana Verón, Ángel Rey, Fabián Veppo.
- 2021-2024: Daniel Navarro, Romina Lachmann, Esteban Mirol, Marisa Andino, Claudio Rígoli, Mariana Verón, Ángel Rey, Fabián Veppo y Catalina de Elía.
- 2024: Daniel Navarro, Romina Lachmann, Esteban Mirol, Marisa Andino, Claudio Rígoli, Mariana Verón.
- 2025-presente: Ariel Aleart, Romina Lachmann, Daniel Navarro, Marisa Andino, Claudio Rígoli, Mariana Verón.

## Columnistas
| Sección         | Periodista/s                                   |
| --------------- | ---------------------------------------------- |
| Deportes        | Guillermo "Chiche" Ferro y Alejo Rivera        |
| Policiales      | Pablo Fernández y Raúl "Tuni" Kollmann         |
| Política        | Mariana Verón                                  |
| Jubilados       | Paula D'Ambrosio                               |
| Actualidad      | Claudio Pérez, Gabriela Zagordo y Andrea Duplá |
| Internacionales | Fabián Veppo                                   |
| Espectáculos    | Alexis Puig                                    |
| Tecnología      | Florencia Barbeira                             |

## Eslóganes
- 2007-2014: Somos vos
- Desde 2014: Tu mirada en la noticia